# أدريان بيتو
أدريان بيتو (بالرومانية: Adrian Pitu)‏ هو لاعب كرة قدم روماني في مركز الوسط، ولد في 31 أغسطس 1975 في كونستانتسا في رومانيا. لعب مع اتحاد أبناء سخنين ودينامو بوخارست وستيوا بوخارست وستيودينتيسك بوخارست ومكابي نتانيا ونادي أوتسيلول غالاتسي ونادي فارول كونستانتسا ويونيفرسيتاتيا كرايوفا.